# Ethnoarchéologie

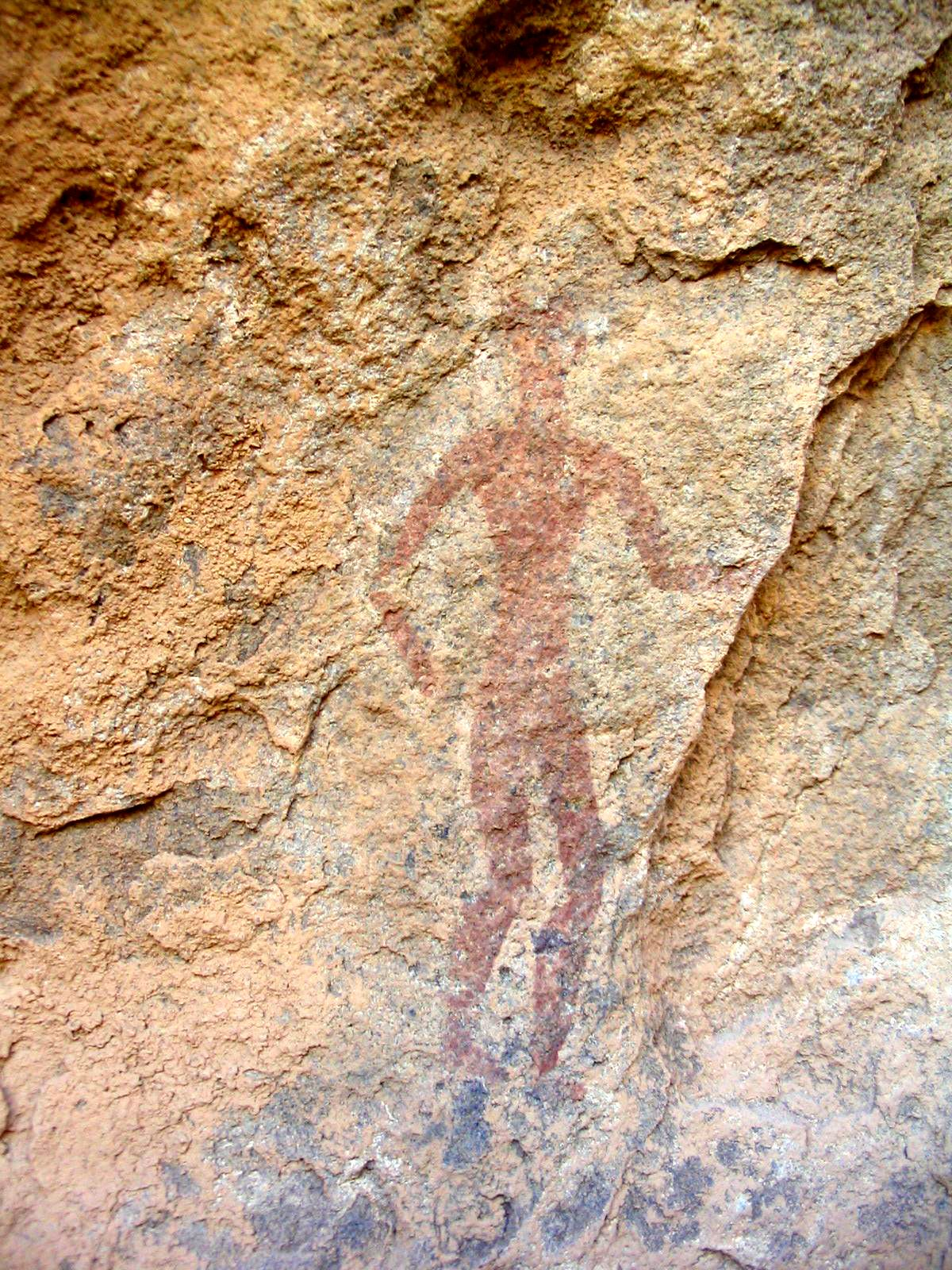
Peinture rupestre

L'ethnoarchéologie est une forme d'archéologie dans laquelle les chercheurs analysent et interprètent les données issues des fouilles archéologiques en s'appuyant sur les pratiques et les productions matérielles de populations traditionnelles actuelles,.

## Historique
Cette branche de l'archéologie a été développée principalement par les archéologues anglophones (à commencer par l'Américain Jesse Walter Fewkes en 1900), surtout dans le domaine de la Préhistoire.
Des comparaisons, peu formalisées, ont cependant été effectuées par des chercheurs européens à la même période. Ainsi G. A. Colini, compare les poignards en silex découvert dans des sites énéolithiques du nord de l'Italie avec des exemplaires en pierre taillée du Mexique, des îles de l'Amirauté ainsi que de l'Australie. À l'époque, il existait encore de nombreux groupes de chasseurs-cueilleurs et des groupes d'agriculteurs-éleveurs utilisant des outils très comparables à ceux découverts dans les sites préhistoriques.
Dans les décennies suivantes, en Europe, les comparaisons entre les découvertes archéologiques et ces peuples actuels sont restées marginales. Aux États-Unis au contraire, le lien entre l'archéologie et l'ethnologie est resté très fort car ethnologues et archéologues travaillent ensemble dans les départements d'anthropologie des universités. Encore aujourd'hui, dans certains pays d'Europe, notamment en France, archéologues et ethnologues travaillent encore rarement dans les mêmes structures.
Cela explique l'introduction assez tardive de l'ethnoarchéologie en France, dans les années 1970. Durant cette période, un des pionniers de la discipline, André Leroi-Gourhan, a donné un cours d'ethnologie préhistorique au Collège de France. L'intérêt de ce chercheur pour cette discipline ne résidait pas tant dans l'influence des travaux des chercheurs anglo-saxons que dans son parcours intellectuel et professionnel. Il était en effet ethnologue, spécialiste des Aïnous dans le nord Japon et était dans le même temps préhistorien.
Cette double compétence l'a conduit à envisager de manière radicalement différente les fouilles archéologiques des sites préhistoriques jusqu'alors essentiellement étudiés dans le but d'établir la chronologie des différentes périodes. Il lance ainsi les fouilles du site de Pincevent, campement de chasseurs de rennes daté du Magdalénien. En fouillant très finement sur une vaste superficie, il cherche d'abord à comprendre comment était structuré ce campement et comment étaient organisées les différentes activités (taille de la roche, dépeçage des animaux, etc.) afin de reconstituer le mode de vie de ces populations préhistoriques.
Les bases théoriques de l'ethnoarchéologie dans le monde francophone n'ont cependant pas été posées par Leroi-Gourhan lui-même, mais par Jean-Claude Gardin et Alain Gallay, entre autres,.

## Définition
L'ethnoarchéologie consiste en une comparaison des traces matérielles découvertes dans les sites archéologiques (objets, structures et toute autre trace laissée par les activités humaines) avec les informations recueillies lors de l'enquête ethnologique.
Toutefois, ce n'est pas une comparaison directe d'un fait archéologique avec un fait ethnologique pris au hasard (objet ou structure qui semble identique ou au moins comparable au fait archéologique).
Il faut en effet que, dans la mesure du possible, trois conditions soient remplies pour que l'analyse soit pertinente :
- lorsque cela est possible, il faut une continuité historique : l'exemple ethnologique doit avoir un lien avec le fait archéologique. Par exemple, pour un site archéologique donné, on cherchera d'abord des comparaisons entre les faits archéologiques et les pratiques des populations actuelles des mêmes régions.
- il faut que le contexte géographique soit cohérent. On ne peut comparer le site archéologique étudié qu'à des sites actuels de la même région ou au moins dans un même environnement.
- il faut également que le contexte socio-économique entre le site archéologique étudié et la population actuelle sur laquelle on appuie la comparaison soit cohérent. Ainsi, lorsqu'on étudie un site archéologique correspondant à un village de chasseurs-cueilleurs, on ne peut le comparer qu'avec un village de chasseurs-cueilleurs actuel et non à un village d'agriculteurs ou de pasteurs.

La pertinence d'une analyse ethnoarchéologique repose en effet sur la distance entre le contexte archéologique étudié et les références ethnologiques prises en compte, c'est-à-dire non seulement la distance dans le temps (combien de siècles ou de millénaires entre le site archéologique étudié et le groupe actuel pris comme référence), mais aussi la distance dans le mode de vie ou encore dans l'environnement des deux contextes comparés.

## Limites
Tous les chercheurs n'admettent pas la validité des recherches fondées sur l'ethnoarchéologie. Leur principale critique repose sur le fait que chaque culture est unique. De ce fait, on ne serait pas en mesure à partir d'une culture actuelle de reconstituer les pratiques et le mode de vie des sociétés du passés. Les spécialistes de l'ethnoarchéologie considèrent cependant que, bien que différentes, toutes les cultures sont soumises à de nombreux déterminismes. Par exemple, dans un environnement comparable, les populations humaines – quelle que soit leur culture – adoptent des solutions comparables pour se loger ou se nourrir.
Une autre limite très importante des recherches ethnoarchéologiques est la disparition progressive mais rapide des populations actuelles dont le mode de vie peut être rapproché de celui des populations préhistoriques et protohistoriques, comme le rappelle Alain Testart :
« De l’ethnoarchéologie, il ne sera pas ici question. Comme je la comprends (mais le mot a des acceptions assez diverses), il s’ agit d’une sorte d’ethnographie expérimentale menée par des archéologues aux fins explicites d’interpréter des données archéologiques en provenance du passé. Ces fins explicites assurent que les observations collectées seront utiles, c’est-à-dire interprétables, en termes archéologiques. Cette méthode est très utile et a produit quelques résultats remarquables que je ne méconnais pas, surtout dans le domaine de la technologie ou de l’organisation spatiale. Mais elle a ses limites. Car on ne va pas expérimenter sur le sacrifice humain. Pas plus qu’on ne pourra observer maintes autres pratiques sociales parce qu’elles ont depuis longtemps disparu sous les coups conjugués des missionnaires, du colonisateur et des marchands. D’où la nécessité de recourir à des observations anciennes (ethno-historiques) et nullement reproductibles ».

## Exemples d'études ethnoarchéologiques
Un des exemples formalisés les plus anciens d'étude ethnoarchéologique est le travail mené par Lewis Binford pour comprendre la variabilité des outils et des méthodes de réalisation de ces derniers dans le Moustérien en se fondant sur des comparaisons ethnologiques sur les esquimaux Nunamiut d'Alaska.
Parmi les recherches plus récentes, on peut citer celles de Jean-Marie Pesez, qui a étudié la culture matérielle du village médiéval avec un regard de type ethnographique, ou bien les recherches de Valentine Roux sur la réalisation des perles en cornaline en Inde,.
Les travaux dirigés par Anne-Marie et Pierre Pétrequin sur la réalisation des haches polies sont un autre exemple remarquable d'étude ethnoarchéologique,,. Pour comprendre les modalités et le contexte de développement des grandes haches polies néolithiques réalisées en jade du sud-ouest des Alpes, ces chercheurs ont étudié la réalisation et l'utilisation des haches en jade des populations actuelles de Nouvelle-Guinée.
L'ensemble de ces recherches permet donc de constituer un « savoir de référence », selon l'expression d'Olivier Aurenche, c'est-à-dire de constituer des banques de données permettant aux archéologues de comparer pour les comprendre les faits archéologiques qu'ils observent avec des faits ethnologiques dans des contextes comparables.